# Sistema especial de la Seguretat Social
La Llei General de Seguretat Social preveia la creació dels Sistemes Especials únicament als efectes d'enquadrament, afiliació, forma de cotització o recaptació.
- Treballadors fixos discontinus d'empreses d'estudi de mercat i opinió pública[1]

Estan inclosos en aquest sistema especial les empreses d'estudis de mercat i opinió publica, respecte dels seus treballadors fixes discontinus que facin tasques d'enquestació.
- Treballadors fixos discontinus de cines, sales de ball i de festa i discoteques[1]

És el sistema aplicable a les empreses d'exhibició cinematogràfica, sales de ball, discoteques, sales de festa i altres locals d'espectacles anàlegs, respecte al personal de la seva plantilla que no treballi tots els dies de la setmana.
- Manipulació i empaquetatge del tomàquet fresc, realitzats per colliters exportadors[1]

És el sistema aplicable als empresaris colliters exportadors de tomàquet fresc, i als seus treballadors eventual o de temporada que es dediquen exclusivament a la manipulació i empaquetatge de tomàquet fresc amb l'exportació com a destinació, i dins la campanya oficial.
- Serveis extraordinaris d'hoteleria[1]

Aquest sistema es va crear per un Ordre de 10 de setembre de 1973 exclusivament a les províncies de Madrid i Barcelona. Per poder ser efectiu aquest sistema s'havia d'arribar a un conveni de col·laboració entre l'antic Institut Nacional de Previsió (extingit) i el Sindicat Provincial d'Hoteleria (també extingit) Les competències que van ser assumides per l'Instituto de Empleo, Servicio Público de Empleo Estatal a Madrid s'han transferit als serveis corresponents de la Comunitat Autònoma.
- Indústria resinera[1]

És d'aplicació a la totalitat de les empreses dedicades a l'explotació de pinars per a l'obtenció de galipots i als treballadors de muntanya, resiners i remasadors al servei d'aquestes.
Les campanyes d'aquest sistema duren: pels resiners, de l'u de març al quinze de novembre; pels remasadors: de l'u de juny al trenta-un d'octubre.
És d'aplicació a la totalitat de les empreses dedicades a l'explotació de pinars per a l'obtenció de galipots i als treballadors de muntanya, resiners i remasadors al servei d'aquestes.
- Fruites, hortalisses i indústria de conserves vegetals[1]

Estan inclosos en aquest sistema especial les empreses dedicades a les activitats de manipulació, envasament i comercialització de fruites i hortalisses i de fabricació de conserves vegetals, i las treballadors al servei d'aquestes, sigui quina sigui la duració dels seus contractes laborals i si les seves activitats es realitzen de manera intermitent o cíclica. En aquest sistema especial es configuren en campanyes que s'inicien el primer de gener, i acaben el trenta-un de desembre de cada any. No obstant això, les empreses afectades poden fer una sol·licitud raonada de les dades de consideració d'inici i fi de campanya.